# Auguste-Félix del Fosse et d'Espierres
Auguste Félix François Ghislain del Fosse et d'Espierres (Doornik, 21 augustus 1762 - 17 april 1832) was een Zuid-Nederlands edelman.

## Levensloop
In 1720 werd de heerlijkheid Spiere, in 1700 door Nicolas del Fosse aangekocht, door keizer Karel VI verheven tot baronie, en mocht Nicolas voortaan de baronstitel voeren, overdraagbaar bij eerstgeboorte. Zijn zoon Bruno-Auguste del Fosse erfde de titel. Hij trouwde met Thérèse de Sourdeau. Hij liet omstreeks 1750 het kasteel van Spiere bouwen.
De zoon van Bruno was Auguste Félix del Fosse et d'Espierres, die in 1791 trouwde met Alexandrine Errembault et d'Oroir (1774-1836). In 1816 verkreeg hij onder het Verenigd Koninkrijk der Nederlanden erkenning van erfelijke adel met de titel baron, overdraagbaar bij eerstgeboorte en met benoeming in de Ridderschap van de provincie West-Vlaanderen.
Het echtpaar kreeg, eenmaal de revolutiejaren voorbij, van 1798 tot 1805, vier kinderen. Het mag doen veronderstellen dat de bruidegom zich vanaf het huwelijk in 1791 tot in 1797 niet bij zijn echtgenote bevond en dus wellicht aan militaire krijgsverrichtingen deelnam, in dienst van de Oostenrijkers of van de Franse revolutionairen. Twee van de kinderen van het echtpaar werden Belgisch senator:
- Adolphe del Fosse et d'Espierres;
- Ghislain del Fosse et d'Espierres, die vrijgezel bleef.

Adolphe (1798-1878) trouwde in 1828 met Adolphine de la Croix (1807-1879). Hun zoon Gustave (1832-1914) trouwde met Caroline Errembault du Maisnil (1840-1897). Ze hadden vier kinderen, onder wie Xavier del Fosse (1867-1941), die jezuïet werd, en Clara, die religieuze werd (1872-1944). Hun zoon Auguste del Fosse (1868-1939) trouwde met Lucie de la Croix d'Ogimont (1870-1937) en ze hadden dertien kinderen. Twee werden jezuïet, een Broeder van de Christelijke Scholen, een seculiere priester en drie dochters werden religieuze. Drie zoons zorgden voor verdere afstamming, maar met weinig mannelijke naamdragers.
Gustave del Fosse had ook nog een zoon: Armand del Fosse (1870-1919). Hij trouwde met Marie-Antoinette du Boys de Riocourt (1871-1944) en ze hadden zeven kinderen. Een van hen werd priester en drie traden in bij de Zusters van Liefde. Er was slechts één die de naam verder zette, met name Ignace del Fosse (1901-1963), die burgemeester van Spiere werd en nog het familiekasteel in Spiere bewoonde. Er zijn van zijn huwelijk afstammelingen tot heden.